# Бахарат

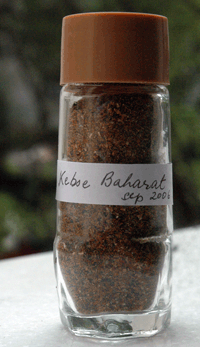
суміш бахарат

Бахар́́ат (араб. بهارات) — суміш спецій або суміш, що використовується в середній східній кухні. Бахарат — арабське слово для «спецій» (множинна форма bahār «spice»). Суміш дрібно наземних спецій часто використовується для сезонної баранини, риби, курки, яловичини та супів і можуть бути використані як приправа.

## Інгредієнти
Типові інгредієнти Бахарату можуть включати:
- Запашний перець
- Чорний перець
- Насіння кардамона
- Коричник китайський
- Гвоздика (пряність)
- Коріандр
- Кмин
- Мускатний горіх
- Куркума
- Шафран
- Імбир
- Сушений червоний перець чилі або

## Інші варіанти
Турецька бахарат включає в себе м'яту в найбільшій пропорції. У Тунісі Бахарат відноситься до простої суміші висушених роузних та землі кориці, часто поєднується з чорним перцем. У Східній Аравії, Loomi (сушена чорна вапна) та шафран також можуть бути використані для суміші SEBSA Spice (також називається «Baharat»).

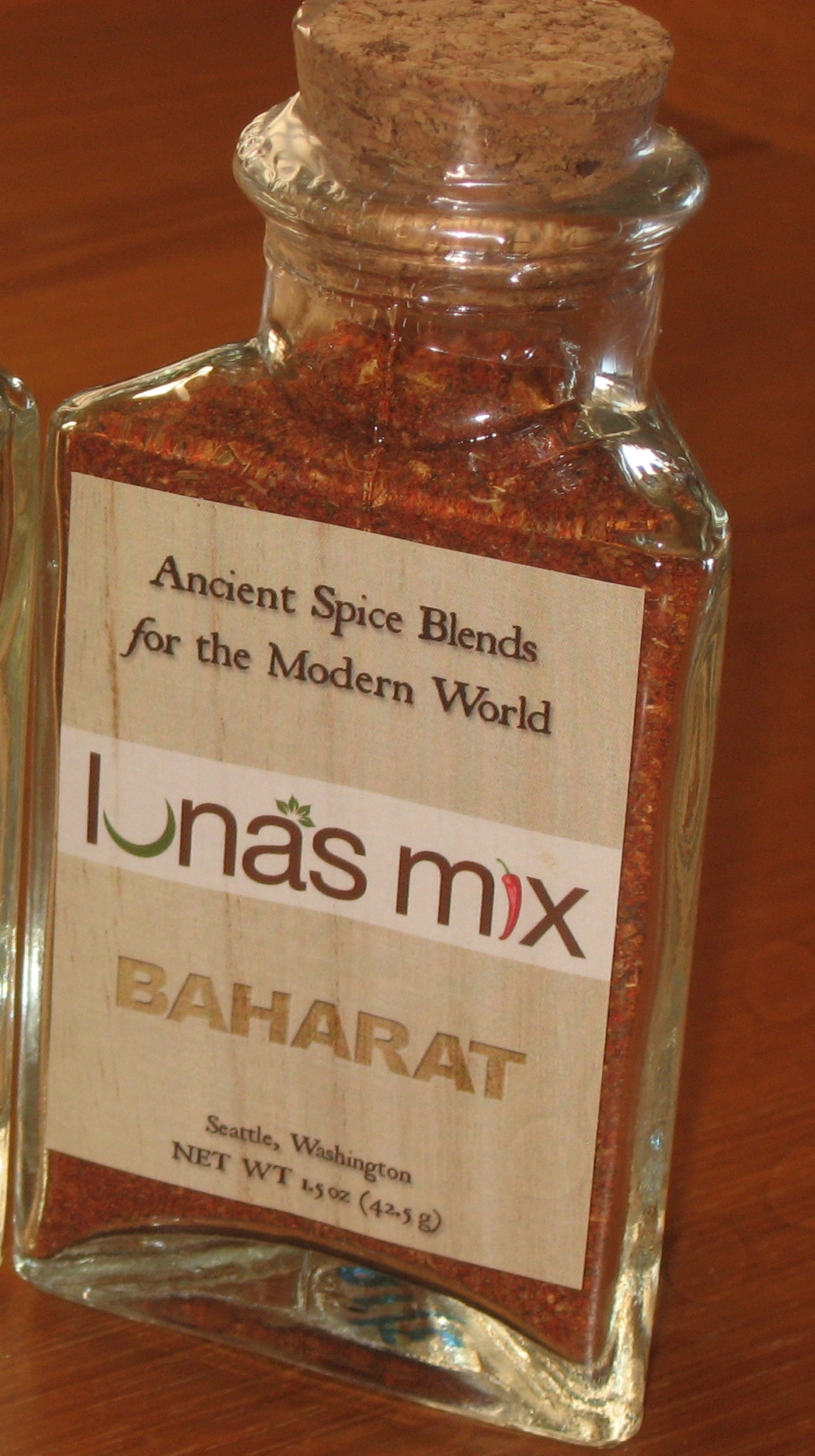
Масло суміші бахарат

Типовий рецепт бахарату — це суміш наступних дрібноземних інгредієнтів:
- 6 частин паприки
- 4 частини чорного перцю
- 4 частини насіння кмину
- 3 частини кориці
- 3 частини гвоздики
- 3 частини насіння коріандру
- 3 частини мускатного горіха
- 1 частина кардамону

Суміш можна втирати в м'ясо або змішувати з оливковою олією та лаймовим соком, для створення маринаду.